# Jochrennen
Das Jochrennen war ein Bergrennen, das zwischen 1923 und 1989 auf der Südrampe des Oberjochpasses (ein Teil der heutigen B 308 im Südwestteil von Bayern) durchgeführt wurde. Die Rennen wurden sowohl für Motorräder als auch für Automobile veranstaltet. Seit 1999 wird die Tradition durch die Oldtimerveranstaltung Jochpass Memorial fortgeführt.

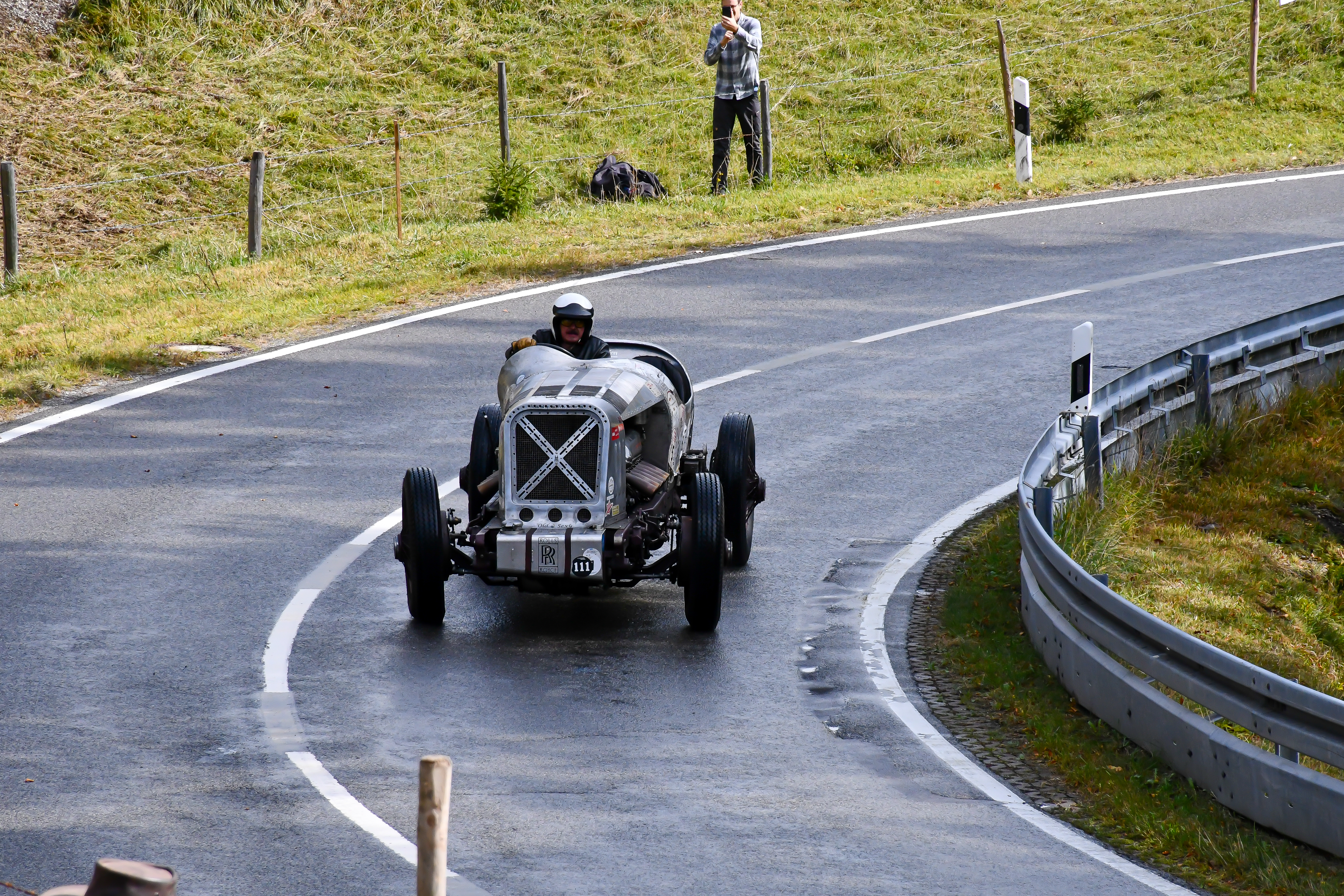
Ein Beispiel der klassischen Teilnehmer (2023)

## Streckenverlauf und Daten
Der Start des Jochrennens war am Ortsausgang von Bad Hindelang und das Ziel in Oberjoch. Die Streckenlänge betrug damals 5,72 km bei einem Höhenunterschied von 270 m. Mit 104 Kurven, davon sieben Spitzkehren, war die Strecke recht anspruchsvoll.

## Geschichte
Das erste Rennen fand 1923 auf einer noch unbefestigten Straße statt. In den folgenden Jahren bis 1930 fanden die Rennen alljährlich statt. Teilnehmer waren unter anderem Rudolf Caracciola und Hans Stuck. Rudi Klein fuhr damals mit 5:35,3 Minuten die Rekordzeit. Dann trat eine vieljährige Veranstaltungspause ein. 
Erst 1954 wurde das Jochrennen wiederbelebt. 30.000 Zuschauer wohnten damals dem Spektakel bei. Mit weiteren Unterbrechungen erfolgten in den 1980ern weitere Rennen und 1989 die endgültig letzte Veranstaltung. 20.000 Zuschauer begeisterten sich damals an dem Können der 270 Fahrer aus 13 Nationen. Die unverändert gültige Bestzeit wurde 1986 von Fredy Amweg auf einem Automobiles Martini mit 3:08,26 Minuten herausgefahren; dies entspricht einem Schnitt von 107,45 km/h.
Seit 1999 wird die Tradition durch eine alljährliche Oldtimerveranstaltung im Oktober als „Jochpass Memorial“ erfolgreich ausgetragen. Das Rennen führt über 7,9 Kilometer mit 105 Kurven und mit einem Höhenunterschied von 360 Metern. Der Gemeinderat von Bad Hindelang beschloss 2023, dass die Veranstaltung nach dem Jahr 2024 nicht mehr durchgeführt werden soll, da sie nicht mehr zeitgemäß sei. Nach einem Bürgerbegehren ist die Austragung für weitere drei Jahre gesichert.
Bildergalerie

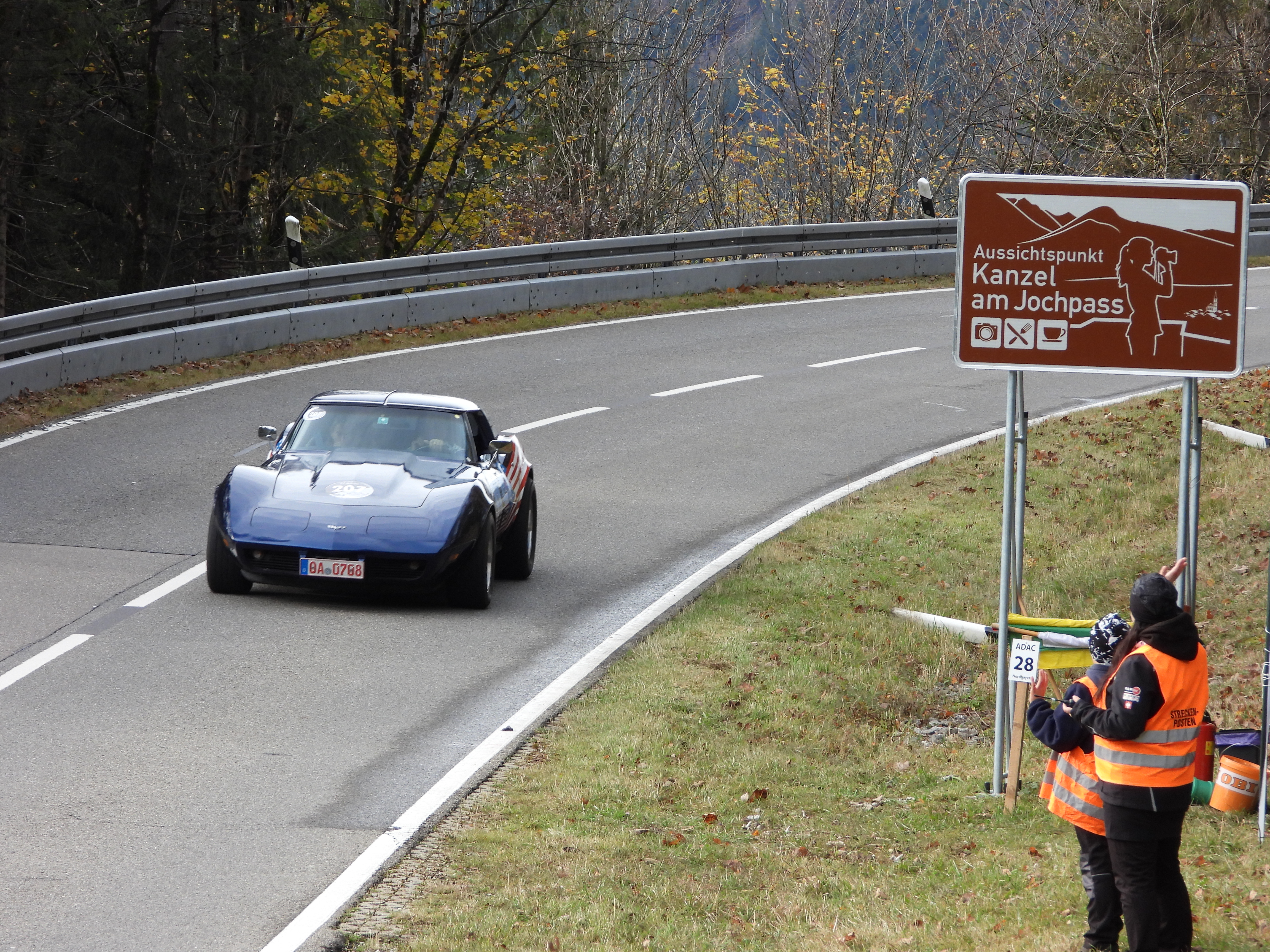
„Muscle Car“
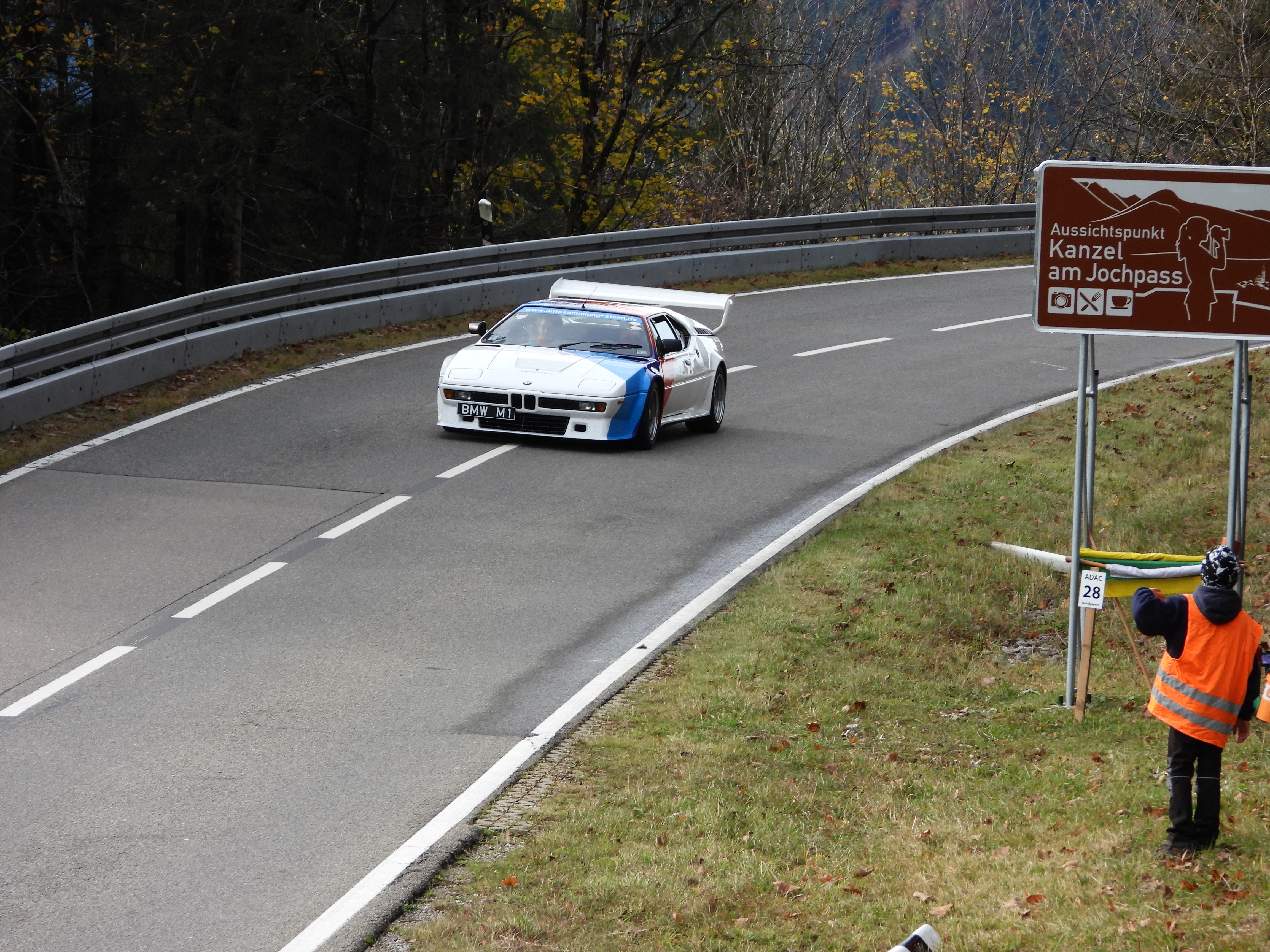
BMW M1 Rennversion
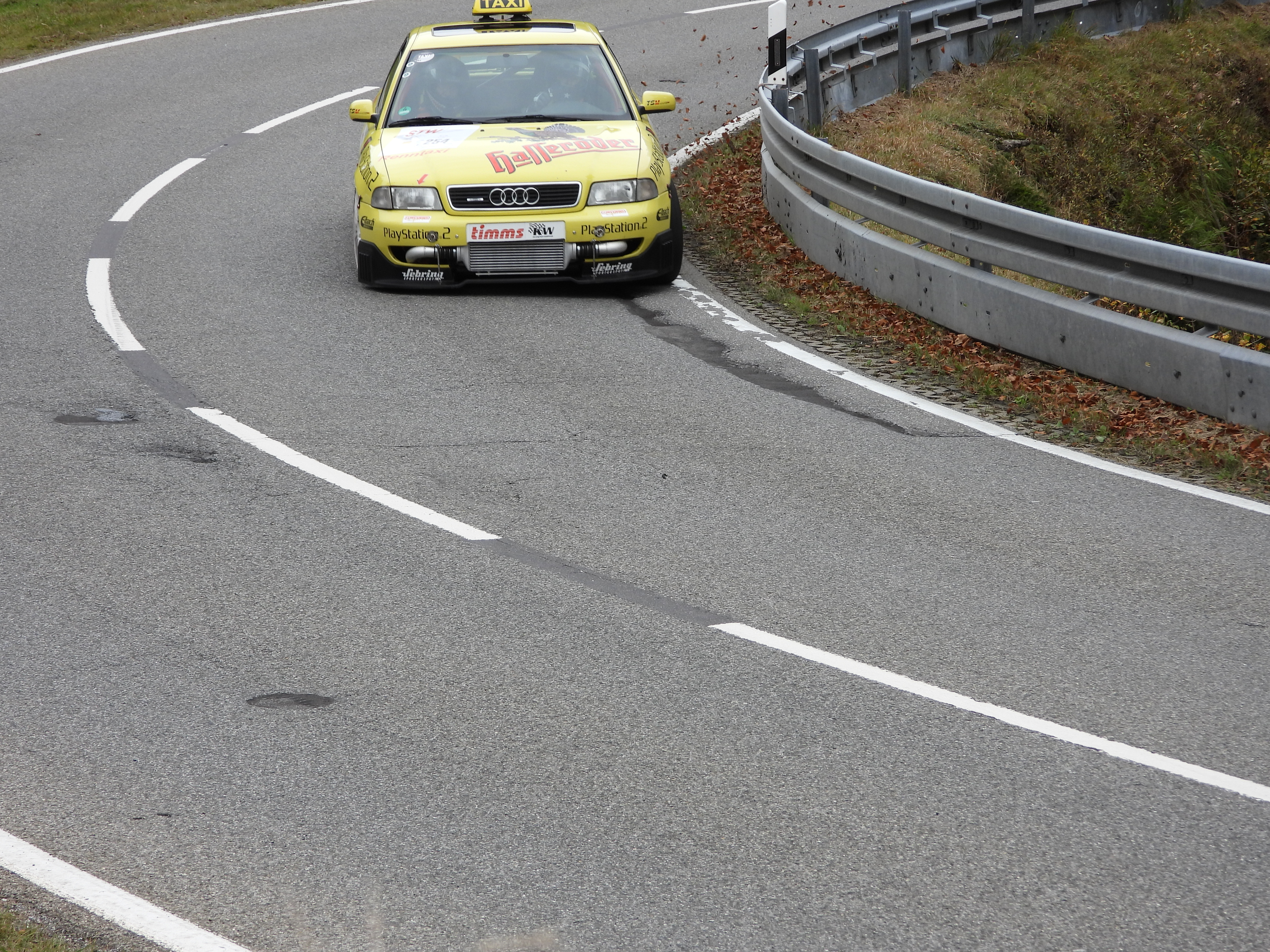
„Renntaxi“
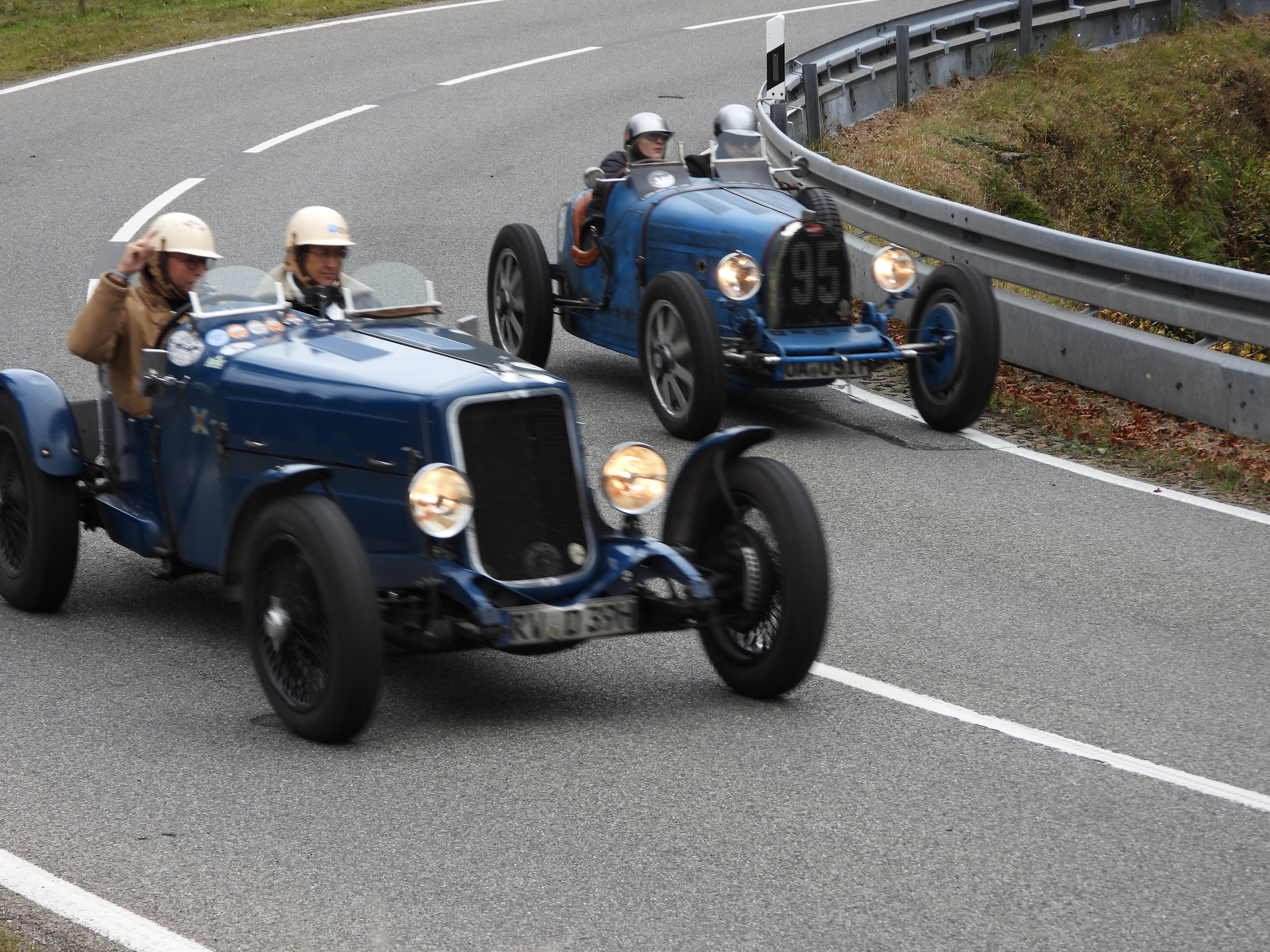
Classic Drifter
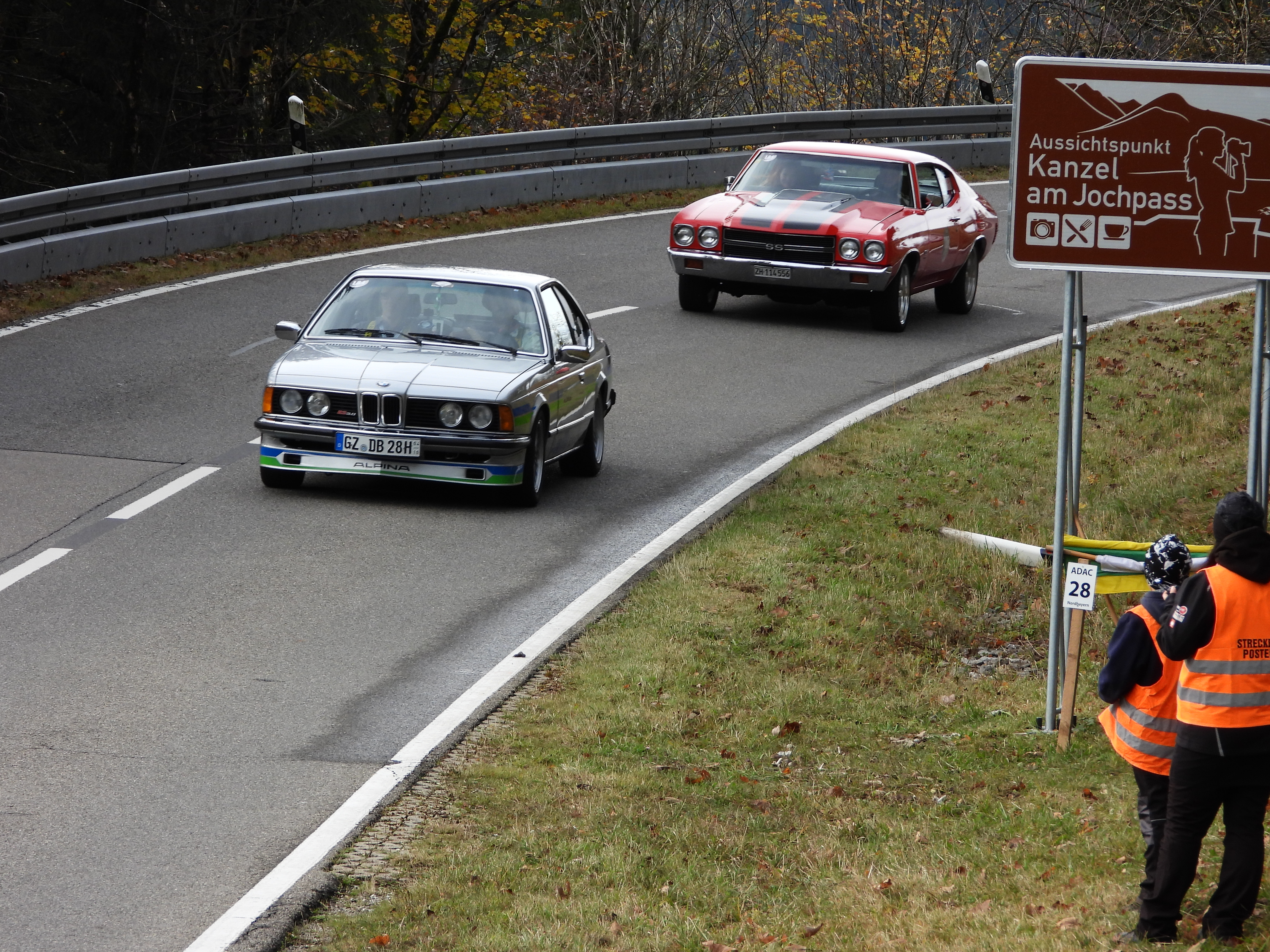
BMW führt an
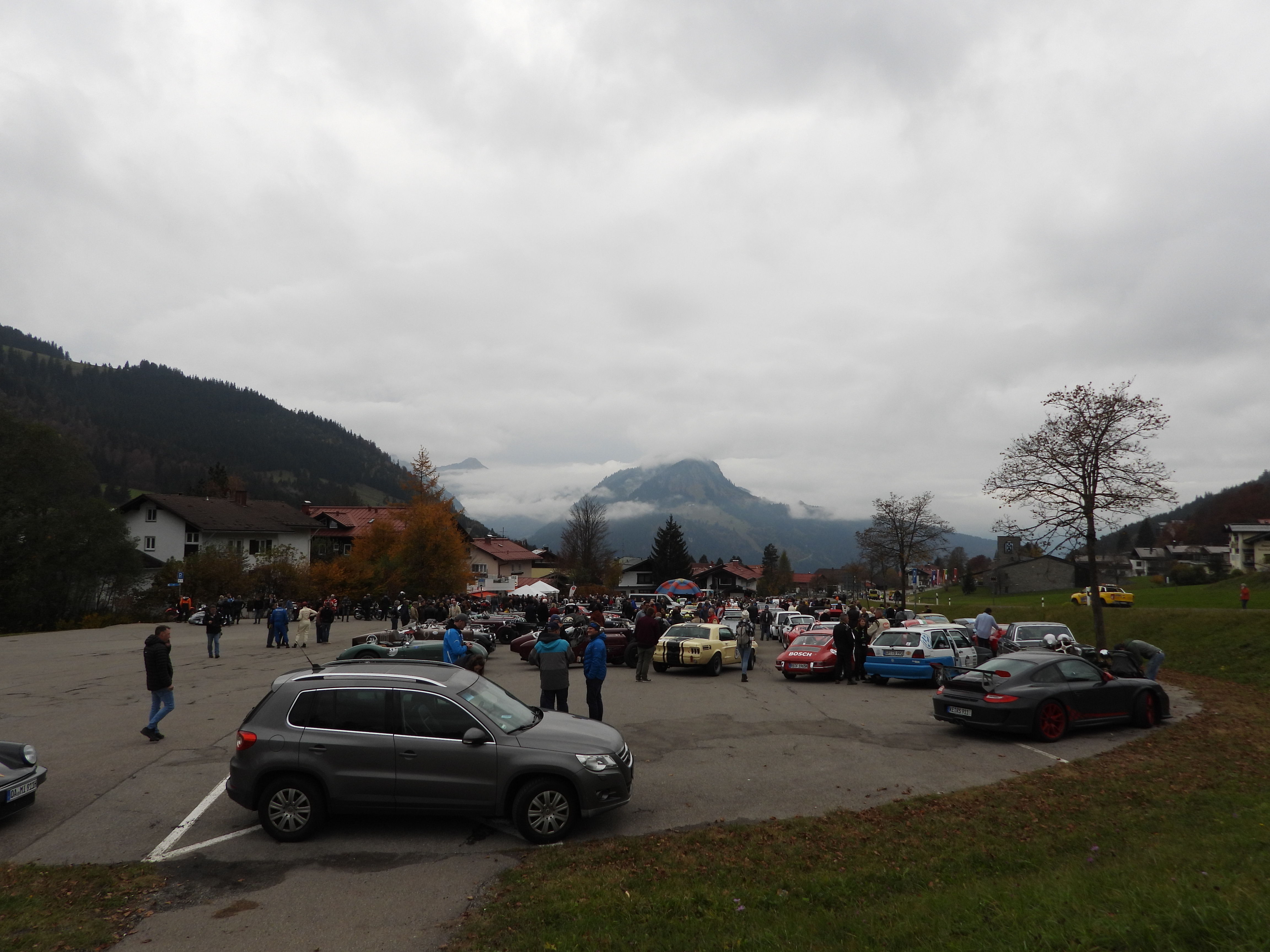
Zielparade
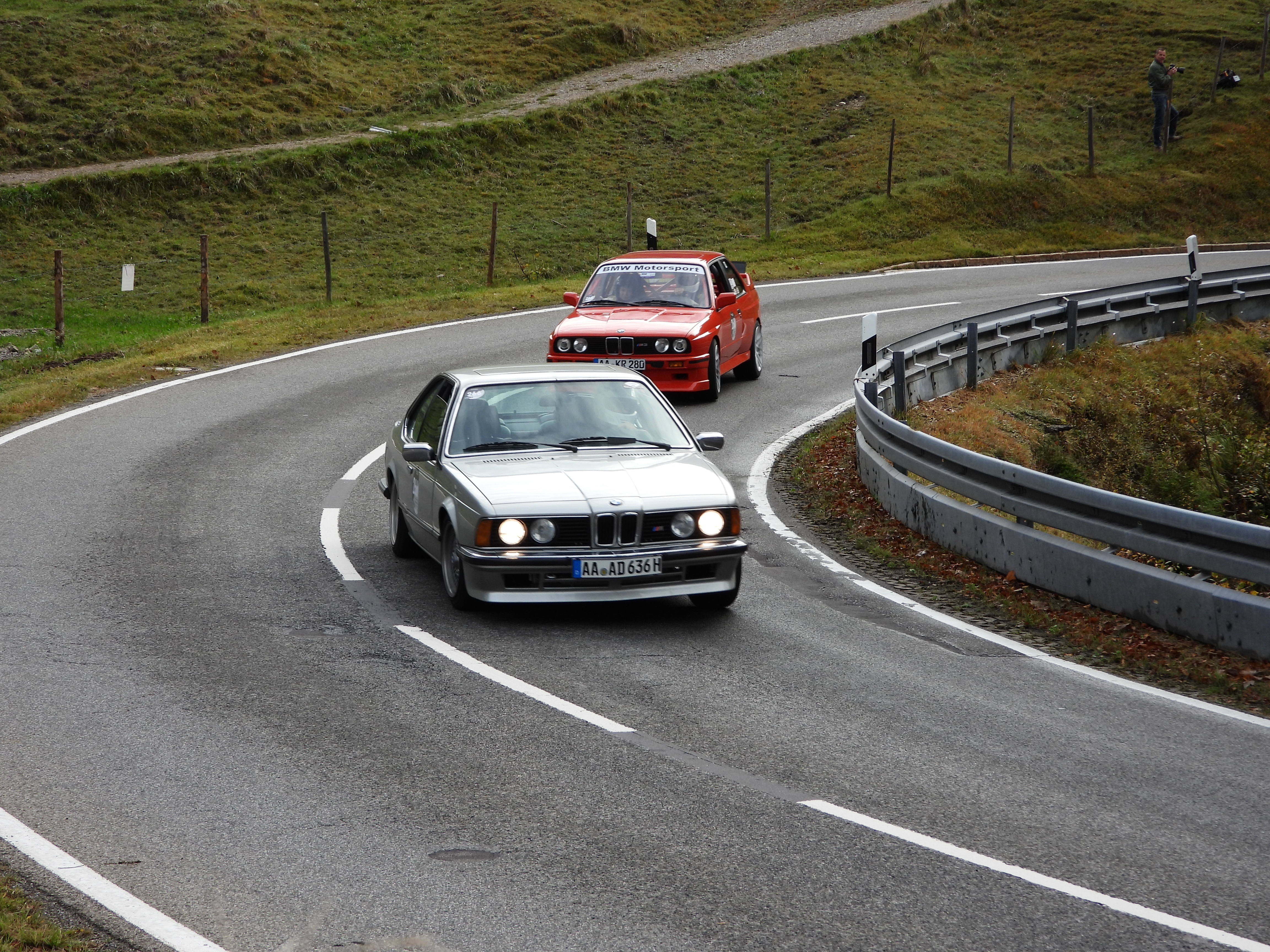
„Youngtimer“